# Société métallurgique Saint Éloi
Pour les articles homonymes, voir Saint-Eloi.
La Société métallurgique Saint Eloi était une fonderie et atelier de construction métallique belge créée en 1904 à Enghien par l'industriel Louis-Landelin Isaac, puis transmise à son fils Charles Isaac.
La société disposait aussi d'un atelier à Manage.

## Production
Cette société s'est concentrée sur la production de charpentes et ponts, produisant par exemple 
- le pont ferroviaire (type Vierendeel) de Lanaye
- un pont portique pour les Carrières de Scoufflény à Ecaussinnes[1]
- le tablier du pont de Commerce (pont Albert Ier) à Liège
- le châssis de l’ascenseur du puits d'extraction n°11 du charbonnage Crachet Picquery à Frameries (le site de l'actuel PASS-Parc d'aventures scientifiques et de société )
- En 1934, la structure du garage Citroën de Bruxelles (actuel musée d'art contemporain Kanal - Centre Pompidou)[2]

## Historique
À la fin des années 1950, l'entreprise fusionne avec plusieurs autres ateliers métallurgiques pour former les Ateliers Belges Réunis, qui deviendront les Constructions ferroviaires du Centre avant d'être eux-mêmes intégrés à la Brugeoise et Nivelles (BN) en 1977.